# IOS 7
Az iOS 7 az Apple Inc. iOS operációs rendszerének hetedik tagja, amely 2013. szeptember 18-án jelent meg. Utolsó frissítése a 7.1.1 verzió volt. Elődje az iOS 6 (utolsó verzió: 6.1.6), utódja pedig az iOS 8, amelynek fejlesztését 2014. június 2-án jelentette be az Apple, és 2014. szeptember 17-én jelent meg. 

## Története
2013. június 10-én jelentették be az iOS 7 béta verzióját, amely az iPhone 4 és az ötödik generációs iPod touch készülékeket támogatja. A Béta 2 verziót 2013. június 24-én adták át a fejlesztőknek az iPad 2 és iPad mini támogatás fejlesztésére. 2013. szeptember 10-én egy iPhone rendezvényen az Apple bejelentette az új operációs rendszer megjelenési dátumát szeptember 18-ra. 2014. március 10-től volt elérhető a 7.1-es verzió a nyilvánosság számára, amely több fejlesztést tartalmazott.

## Fogadtatás
Az iPhone 4 és 4s készülékeken sokszor lassan futott a rendszer.
Akkumulátort és rendszert nem kímélve működött az IOS rendszer.

## iOS 7-et használó eszközök
| iPhone                                                    | iPad | iPod touch                      |
| - iPhone 4 - iPhone 4s - iPhone 5 - iPhone 5c - iPhone 5s | - iPad (második generáció) - iPad (harmadik generáció) - iPad (negyedik generáció) - iPad mini (első generáció) - iPad mini (második generáció) - iPad Air (első generáció) | - iPod touch (ötödik generáció) |

## iOS 7 verziók
- 7.0 (2013. szeptember 18.)
- 7.0.1 (2013. szeptember 19.)
- 7.0.2 (2013. szeptember 26.)
- 7.0.3 (2013. október 22.)
- 7.0.4 (2013. november 14.)
- 7.0.5 (2014. január 29.)
- 7.0.6 (2014. február 21.)
- 7.1 (2014. március 10.)
- 7.1.1 (2014. április 22.)
- 7.1.2 (2014. június 30.)

## iOS 7 verziók azApple TV-n (2. gen)
- 6.0 (iOS 7.0.1/7.0.2, 2013. szeptember 23.)
- 6.0.1 (iOS 7.0.3, 2013. október 25.)
- 6.0.2 (iOS 7.0.4, 2014. november 14.)